# Keōpūolani
Keopuolani (puno ime: Kalanikauikaʻalaneo Kai Keōpūolani-Ahu-i-Kekai-Makuahine-a-Kama-Kalani-Kau-i-Kealaneo; "skupljanje nebeskih oblaka") (o. 1778. – 1823.) bila je havajska kraljica, supruga kralja Kamehamehe I., a bila je smatrana svetom. Bila je majka dvojice kraljeva.

## Životopis

### Podrijetlo
Keopuolani je bila kćer Kiwalaa i Kekuʻiapoiwe Lilihe. U svom je ranom djetinjstvu zvana Kalanikauikaalaneo. Bila je vrlo važna jer se smatralo da je sveta. Mnogi njezini preci bili su si braća i sestre.

### Prvi brak, status i djeca
1795. Keopuolani se udala za Kamehamehu. To je značilo da on sad ima božansko pravo na vlast, jer mu je žena sveta. Kad bi ona prolazila, ljudi su se morali pred njom prostirati. Ako bi običan čovjek dodirnuo njezinu sjenu, moralo ga se ubiti. Ona je bila ljubazna i dobrostiva te je sprječavala da se ljudi ubijaju. Neki su tražili njezinu zaštitu.
Ne zna se koliko je točno kraljica imala djece, jer su djeca umirala zbog novih bolesti i zbog genetskih nasljednih mana. Bila je majka kralja Kamehamehe II. i Kamehamehe III. te princeze Nahienaene. Ova su se djeca također smatrala svetima.

### Drugi brak
Nakon kraljeve smrti, Keopuolani se preudala za Hoapilija. On nije imao djecu s njom.

### Preobraćenje, smrt i pokop
Keopuolani je prihvatila kršćanstvo. Jela je hranu koja se prije smatrala zabranjenom. Razboljela se, ali je ustrajala u vjeri. Zatražila je da se zli postupci njezinih predaka zaborave. Sjećala se svog djeda, oca i muža, te je žalila što su vjerovali u krive bogove te nisu čuli za Isusa.
Kraljica je htjela krštenje, pa je krštena kao Harriet. Umrla je te je pokopana na otoku Mokuʻula. Njezino je tijelo poslije preneseno na kršćansko groblje.